# ADP-zavisna fosfofruktokinaza
ADP-zavisna fosfofruktokinaza (EC 2.7.1.146, ADP-6-fosfofruktokinaza, ADP-zavisni fosfofruktokinaza) je enzim sa sistematskim imenom ADP:D-fruktoza-6-fosfat 1-fosfotransferaza. Ovaj enzim katalizuje sledeću hemijsku reakciju
ADP + -fruktoza 6-fosfat {\displaystyle \rightleftharpoons } AMP + D-fruktoza 1,6-bisfosfat
ADP može da bude zamenjen sa GDP, ATP i GTP, u izvesnoj meri.

## Literatura
- Nicholas C. Price; Lewis Stevens (1999). Fundamentals of Enzymology: The Cell and Molecular Biology of Catalytic Proteins (Third изд.). USA: Oxford University Press. ISBN 019850229X.
- Eric J. Toone (2006). Advances in Enzymology and Related Areas of Molecular Biology, Protein Evolution (Volume 75 изд.). Wiley-Interscience. ISBN 0471205036.
- Branden C; Tooze J. Introduction to Protein Structure. New York, NY: Garland Publishing. ISBN 0-8153-2305-0.
- Irwin H. Segel. Enzyme Kinetics: Behavior and Analysis of Rapid Equilibrium and Steady-State Enzyme Systems (Book 44 изд.). Wiley Classics Library. ISBN 0471303097.

## Spoljašnje veze
- ADP-specific+phosphofructokinase на 